# Campeonato Africano de Corta-Mato de 2016
O Campeonato Africano de Corta-Mato de 2016 foi a 4ª edição da competição organizada pela Confederação Africana de Atletismo no dia 12 de março de 2016. Teve como sede a cidade de Yaoundé nos Camarões, sendo disputadas 4 categorias entre sênior e júnior, tendo como destaque o Quênia com medalha de ouro em todas as categorias. 

## Medalhistas
Esses foram os resultados do campeonato. 

### Individual
| Evento                 | Ouro                       | Ouro  | Prata                  | Prata | Bronze                      | Bronze |
| ---------------------- | -------------------------- | ----- | ---------------------- | ----- | --------------------------- | ------ |
| Sênior masculino 10 km | James Gitahi Rungaru (KEN) | 26:34 | Phillip Kipyeko (UGA)  | 26:35 | Charles Yosei Muneria (KEN) | 26:46  |
| Sênior feminino 8 km   | Alice Aprot Nawowuna (KEN) | 29:52 | Sheila Chepkirui (KEN) | 30:44 | Beatrice Mutai (KEN)        | 31:08  |
| Júnior masculino 7 km  | Isaac Kipsang (KEN)        | 21:33 | Ronald Kiprotich (KEN) | 21:44 | Aron Kifle (ERI)            | 21:48  |
| Júnior feminino 5.5 km | Miriam Cherop (KEN)        | 18:31 | Gloria Kite (KEN)      | 18:39 | Winfredah Mbithe (KEN)      | 18:40  |

### Equipe
| Evento                 | Ouro                                                           | Ouro | Prata                                                                       | Prata | Bronze                                                                                             | Bronze |
| ---------------------- | -------------------------------------------------------------- | ---- | --------------------------------------------------------------------------- | ----- | -------------------------------------------------------------------------------------------------- | ------ |
| Sênior masculino 10 km | Quênia · Rungaru · Muneria · Cleophas Ngetich · Geoffrey Koech | 13   | Uganda · Kipyeko · Abdallah Mande · Daniel Rotich · Moses Kurong            | 30    | Etiópia · Getaneh Tamire · Birhan Nebebew · Mogos Tuemay · Yihunilign Adane                        | 41     |
| Sênior feminino 8 km   | Quênia · Nawowuna · Chepkirui · Mutai · Daisy Jepkemei         | 11   | Etiópia · Dera Yami · Kidsan Alema · Alamerew Tirusew · Fotyen Tesfay       | 33    | África do Sul · Dina Lebo Phalula · Dinahrose Lebogang Phalula · Andrea Steyn · Murhendwa Dhavanha | 65     |
| Júnior masculino 7 km  | Quênia · Kipsang · Kiprotich · Anthony Kiptoo · Andrew Lorot   | 12   | Etiópia · Tefera Mosisa · Solomon Berihum · Gurmessa Nega · Biyazen Alehegn | 38    | África do Sul · Ikageng Gaorekwe · Kabelo Melamu · Rowhaldo Ratz · Kabelo Seboko                   | 81     |
| Júnior feminino 5.5 km | Quênia · Cherop · Kite · Mbithe · Lucy Cheruiyot               | 10   | Etiópia · Muliye Dekebo · Tersit Desalgn · Zerfie Limeneh · Tiblet Getaneth | 26    | Marrocos · Hanane Bouaggad · Imane Bouhali · Rahima Tahiri · Meryam Kamali                         | 82     |

## Participantes
- Argélia
- Benim
- Botswana
- Camarões
- Eritreia
- Etiópia
- Quênia
- Malawi
- Marrocos
- Namíbia
- Nigéria
- África do Sul
- Senegal
- Sudão
- Uganda
- Zimbabwe